# (10371) Gigli
Pour les articles homonymes, voir Gigli.
(10371) Gigli est un astéroïde de la ceinture principale.

## Description
(10371) Gigli est un astéroïde de la ceinture principale. Il fut découvert le 27 février 1995 à San Marcello Pistoiese par Luciano Tesi et Andrea Boattini. Il présente une orbite caractérisée par un demi-grand axe de 2,40 UA, une excentricité de 0,16 et une inclinaison de 0,4° par rapport à l'écliptique.

## Compléments